# Pedro de Escobar
Pedro de Escobar (c. 1465 – depois de 1535), também chamado Pedro do Porto, foi um compositor Português da Renascença. Foi o primeiro grande compositor da música portuguesa, cuja obra chegou até nós, para além de um dos primeiros e mais hábeis compositores de polifonia na Península Ibérica cujas obras sobreviveram.

## Vida

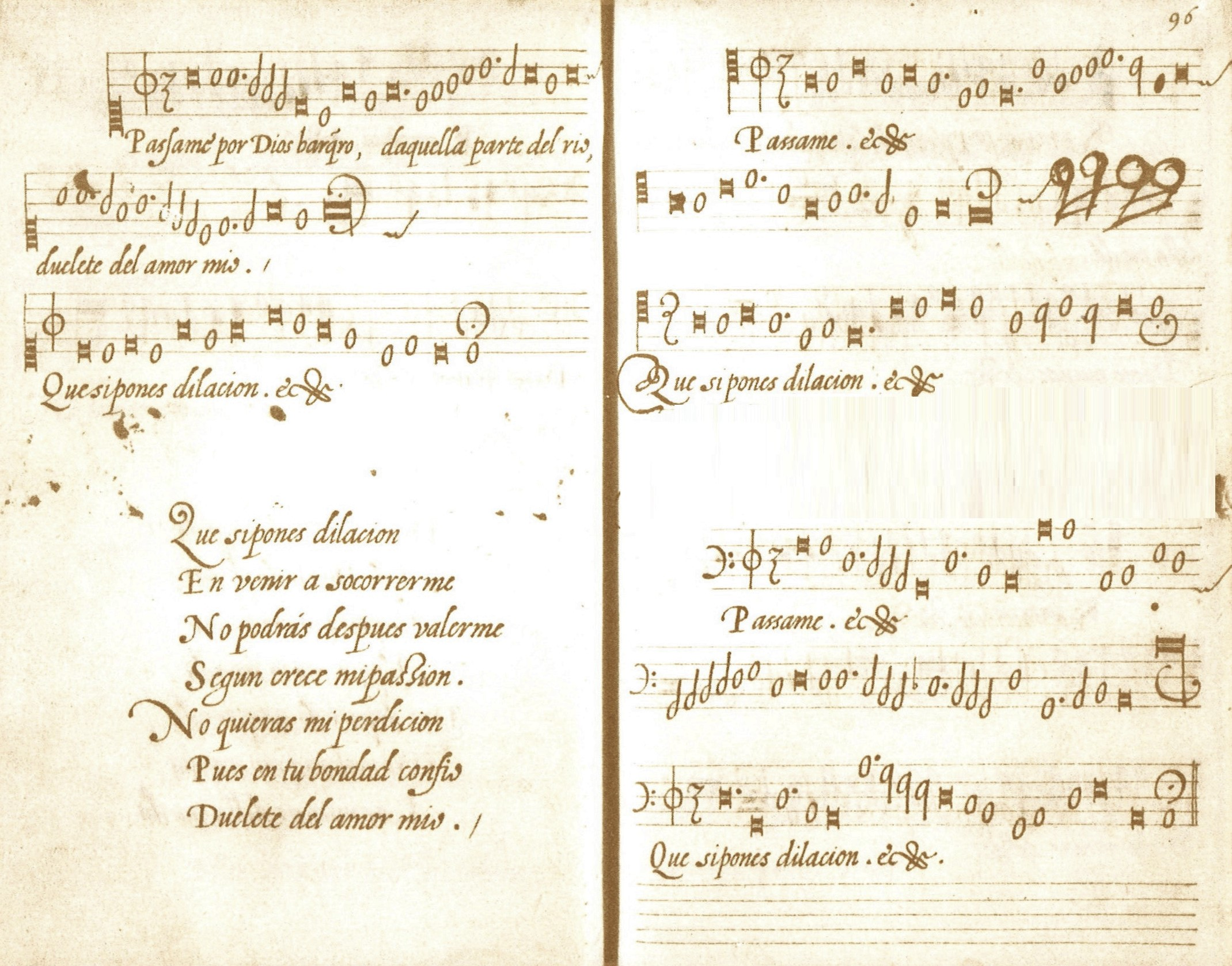
"Pásame, por Dios, barquero" no Cancioneiro de Elvas

Nasceu no Porto, Portugal, mas nada se sabe da sua vida até ter entrado ao serviço de Isabel de Castela em 1489. Foi cantor na capela real durante 10 anos, trabalhando também como compositor; era o único membro português da sua capela. Em 1499, Escobar voltou à sua pátria, mas em 1507 recebeu uma oferta de emprego, que aceitou, como maestro de capilla na catedral de Sevilha.
Em Sevilha era ele o professor dos coristas e o responsável pelo seu alojamento. Acabou por se despedir, queixando-se de baixo ordenado. Em 1521 trabalhou em Portugal, como mestre da capela para o Infante-Cardeal Dom Afonso. A sua carreira parece ter terminado da pior forma, já que a última referência à sua vida é um documento de 1535 onde se afirma que era um alcoólico vivendo na pobreza. Morreu em Évora.

## Música e influências
Duas missas completas de Escobar sobreviveram, incluindo um Requiem, o primeiro composto por um compositor ibérico. Compôs também um Magnificat, 7 motetes, 4 antífonas, 8 odes, e 18 vilancetes. A sua música era muito popular, como o provam o aparecimento de cópias das suas músicas em locais distantes; por exemplo, a cópia de manuscritos seus na Guatemala. O seu motete Clamabat autem mulier Cananea foi particularmente aclamado pelos seus contemporâneos, tendo influenciado compositores posteriores.

## Lista de obras
Segue-se uma listagem das obras atribuídas a Pedro de Escobar:
| N.º                | Obra                                                          | Vozes | Forma musical | Fontes musicais               | Comentários                       |
| Obras em vernáculo |                                                               |       |               |                               |                                   |
| ------------------ | ------------------------------------------------------------- | ----- | ------------- | ----------------------------- | --------------------------------- |
| 1                  | "Coraçon triste, sofrid" (Corazón triste, sufrid)             | 3vv   | vilancico     | CMP                           |                                   |
| 2                  | "El dia que vy a Pascuala" (El día que vi a Pascuala)         | 3vv   | vilancico     | CMP                           |                                   |
| 3                  | "Gran plaçer siento yo ya" (Gran plazer siento yo ya)         | 4vv   | vilancico     | CMP                           |                                   |
| 4                  | "Las mis penas, madre"                                        | 4vv   | vilancico     | CMP                           |                                   |
| 5                  | "Lo que queda es lo seguro"                                   | 3vv   | vilancico     | CME, CMP, PAR                 |                                   |
| 6                  | "Ninha era la infanta" (Niña era la infanta)                  | 4vv   | romance       | CML                           | Obra anónima atribuída a Escobar  |
| 7                  | "No devo dar culpa a vos" (No debo dar culpa a vos)           | 3vv   | vilancico     | CMP                           |                                   |
| 8                  | "No pueden dormir mis ojos"                                   | 4vv   | vilancico     | CMP                           |                                   |
| 9                  | "Nuestr'ama, Minguillo"                                       | 3vv   | vilancico     | CMP                           |                                   |
| 10                 | "O alto bien sin reves" (Oh alto bien sin revés)              | 3vv   | vilancico     | CMP                           |                                   |
| 11                 | "Ojos morenicos"                                              | 3vv   | vilancico     | CMP                           |                                   |
| 12                 | "Ora sus, pues qu'ansi es" (Ora sus, pues qu'ansí es)         | 4vv   | vilancico     | CMP                           |                                   |
| 13                 | "Pasame, por Dios, varquero" (Pásame, por Dios, barquero)     | 3vv   | vilancico     | CME, CMP, CML                 |                                   |
| 14                 | "Paseisme aor'allá, serrana" (Paséisme ahor'allá, serrana)    | 3vv   | vilancico     | CMP                           |                                   |
| 15                 | "Paseisme aor'allá, serrana" (Paséisme ahor'allá, serrana)    | 4vv   | vilancico     | CMP                           |                                   |
| 16                 | "Quedaos adios. ¿Adonde vais?" (Quedaos adiós. ¿Adónde vais?) | 4vv   | vilancico     | CMP                           |                                   |
| 17                 | "Secaronme los pesares" (Secáronme los pesares)               | 3vv   | vilancico     | CME, CML, CMP, PAR            |                                   |
| 18                 | "Vençedores son tus ojos" (Vencedores son tus ojos)           | 3vv   | vilancico     | CMP                           |                                   |
| 19                 | "Virgen bendita sin par"                                      | 4vv   | vilancico     | CMP                           |                                   |
| Obras sacras       |                                                               |       |               |                               |                                   |
| 20                 | "Alleluia" (Caro mea)                                         | 3vv   | alleluia      | T23                           |                                   |
| 21                 | "Alleluia" (Primus ad Sion)                                   | 3vv   | alleluia      | PCug12, T23                   |                                   |
| 22                 | "Asperges me"                                                 | 3vv   | antífona      | T23                           |                                   |
| 23                 | "Asperges me"                                                 | 4vv   | antífona      | T23                           |                                   |
| 24                 | "Ave maris stella" (Sumens illud Ave)                         | 4vv   | hino          | T23                           |                                   |
| 25                 | "Ave maris stella" (Sumens illud Ave)                         | 4vv   | hino          | T23                           |                                   |
| 26                 | "Beata es et bene"                                            | 4vv   | motete        | T23                           |                                   |
| 27                 | "Clamabat autem mulier cananea"                               | 4vv   | motete        | MUD, PCug12, PCug32, TAN, T23 |                                   |
| 28                 | "Deus, tuorum militum" (Hic nempe mundi gaudia)               | 4vv   | motete        | T23                           |                                   |
| 29                 | "Exultet coelum laudibus" (Vos saecli iusti iudices)          | 4vv   | motete        | T23                           |                                   |
| 30                 | "Fatigatus Iesus"                                             | 4vv   | motete        | PCug12, PCug32                | Obra anónima atribuída a Escobar  |
| 31                 | "Hi sunt olivae duae"                                         | 4vv   | motete        | T23                           |                                   |
| 32                 | "Hostis Herodes impie"                                        | 4vv   | motete        | T23                           |                                   |
| 33                 | "Iste confessor"                                              | 4vv   | hino          | T23                           |                                   |
| 34                 | "Kyrie eleison"                                               | 4vv   | kyrie         | T23                           |                                   |
| 35                 | "Kyrie eleison" (Missa "Rex virginum")                        | 4vv   | kyrie         | T23                           |                                   |
| 36                 | "Magnificat"                                                  | 3vv   | magnificat    | T23                           | Obra atribuída a "Pedro do Porto" |
| 37                 | "Memorare piisima"                                            | 4vv   | hino          | PCug12, PCug32, T23           |                                   |
| 38                 | "Missa sine nomine"                                           | 4vv   | missa         | PCug12                        |                                   |
| 39                 | "O Maria mater pia"                                           | 3vv   | hino          | T23                           |                                   |
| 40                 | "Patrem omnipotentem"                                         | 4vv   | credo         | TAN                           |                                   |
| 41                 | "Regina celi"                                                 | 4vv   | hino          | T23                           |                                   |
| 42                 | "Requiem aeternam" (Missa "Pro Defunctis")                    | 4vv   | missa         | T23                           |                                   |
| 43                 | "Salve Regina"                                                | 4vv   | hino          | T23                           |                                   |
| 44                 | "Sanctus"                                                     | 4vv   | sanctus       | T23                           |                                   |
| 45                 | "Stabat mater"                                                | 4vv   | hino          | CML, T23                      |                                   |
| 46                 | "Sub tuum praesidium"                                         | 3vv   | hino          | T23                           |                                   |
| 47                 | "Veni redemptor gentium" (Non ex virili semine)               | 4vv   | hino          | T23                           |                                   |
| 48                 | [Escobar. Oitavo tom]                                         | 2vv   | N/A           | TAN                           | Obra sem nome na publicação       |

Estas obras encontram-se nas seguintes fontes:
Manuscritos:
- CME - Cancioneiro Musical de Elvas (P-Em 11793)
- CML - Lisboa, Biblioteca Nacional Coleçāo Dr. Ivo Cruz, MS 60 (Cancioneiro de Lisboa) (P-Ln Res C.I.C. 60)
- CMP - Madrid, Biblioteca Real, MS II - 1335 (Cancioneiro de Palácio) (E-Mp 1335)
- PAR - Cancioneiro de Paris (Paris, Bibliothèque École Nationale Supérieure des Beaux-Arts Masson 56) (F-Pba 56: Masson)
- PCug12 - Coimbra, Biblioteca Geral da Universidade, MS M.12 (P-Cug MM12)
- PCug32  - Coimbra, Biblioteca Geral da Universidade, MS M.32 (P-Cug MM32)
- T23 - Tarazona, Archivo Capitular de la Catedral, ms. 2/3 (E-TZ 2/3)

Livros impressos:
- MUD - 1546 - Tres libros de música en cifra para vihuela de Alonso Mudarra. Sevilha, Oficina de Juan de León
- TAN - 1540 - Arte novamente inventada pera aprender a tanger de Gonçalo de Baena. Lisboa, Oficina de Germão Galharde

## Documentação e leitura aprofundada
- Gustave Reese, Music in the Renaissance. New York, W.W. Norton & Co., 1954. ISBN 0393095304
- Partituras gratuitas de Pedro de Escobar na CPDL, a Biblioteca Coral de Domínio Público